# Melchior de Polignac
Melchior de Polignac, właściwie: Polignano a Mare (ur. 11 października 1661 w Lavoûte-sur-Loire, zm. 20 listopada 1742 w Paryżu) – włoski duchowny w służbie francuskiej, dyplomata, kardynał od 30 stycznia 1713 roku, członek Akademii Francuskiej od 26 maja 1704 roku.

## Życiorys
Jego ojcem był Louis Armand de Polignac (1608-1692) a matką Jacqueline de Grimoard de Beauvoir du Roure (1641-1721).
W 1693 Melchior de Polignac został posłem w Rzeczypospolitej. Do Warszawy dotarł 2 lipca 1693. 24 października 1696 roku zawarta została umowa prymasa Michała Radziejowskiego z Polignakiem w sprawie poparcia kandydatury Franciszka Ludwika de Bourbon, księcia Conti do tronu polskiego.
W 1712 Polignac był obecny przy ustaleniach kongresu w Utrechcie (pokój w Utrechcie). W latach 1724–1731 był francuskim reprezentantem przy Stolicy Piotrowej w Rzymie. Był też autorem książki moralnej Anti-Lucretius (1745), wymierzonej przeciw filozofii epikurejskiej. Jean-Pierre de Bougainville przetłumaczył ją w 1749 roku na język francuski.
Zamieszany w intrygi kardynała de Bouillon postawił otrzymanie purpury kardynalskiej dla siebie pod znakiem zapytania. Jego karierę wspierał Ludwik August Burbon, książę du Maine, syn Ludwika XIV.
Louis de Rouvroy, książę de Saint-Simon uważał go za typowy przykład fałszywca udającego przyjaźń, szczerość i zainteresowanie innymi. Według Saint-Simona „czarował” innych swą wiedzą literacką i erudycją, gdy więc próbował to uczynić z księciem Paulem de Beauvillier, przyjacielem Saint-Simona, by przezeń dotrzeć do królewskiego wnuka – księcia Burgundii, Saint-Simon próbował ostrzec Beauvilliera, jak jednak sam się wyraził w swych „Pamiętnikach”, uczynił to zbyt późno, bowiem Beauvillier, którego Polignac już do siebie przekonał, zarzucił staremu przyjacielowi, że „ma jak najgorsze zdanie o wszystkich”. Saint-Simon, wedle własnych słów, miał wówczas odrzec, że Beauvillier sam się przekona, po czym zmienił temat, by polepszyć nastrój. Tak Polignacowi udało się być w dobrych stosunkach zarówno z synami królewskimi (księciem du Maine, hrabią Tuluzy), jak i prawowitym dziedzicem tronu księciem burgundzkim i jego stronnikami.
Voltaire podziwiał jego sztukę poetycką.